# Parc naturel régional Gruyère Pays-d’Enhaut

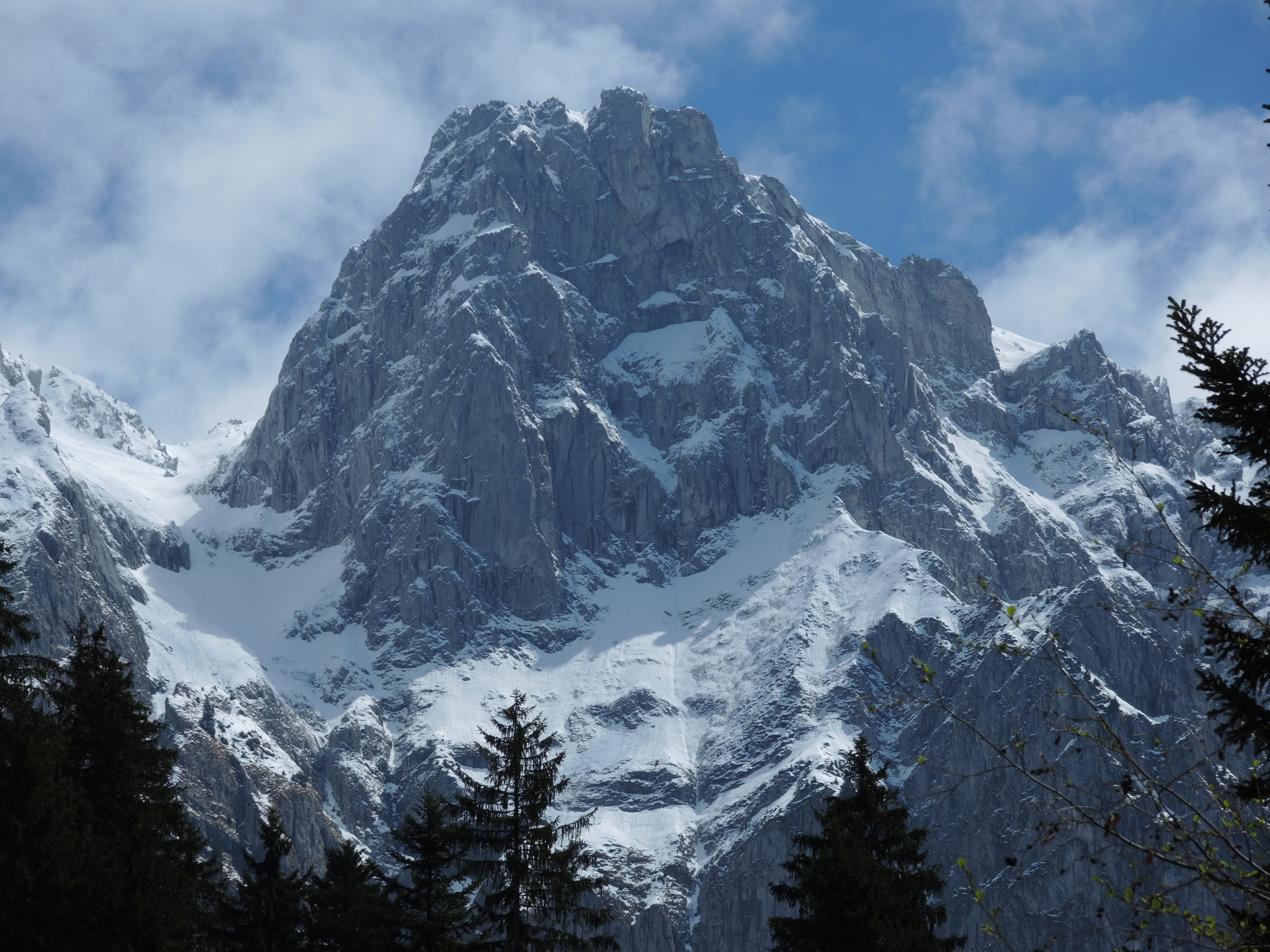
Brecaca

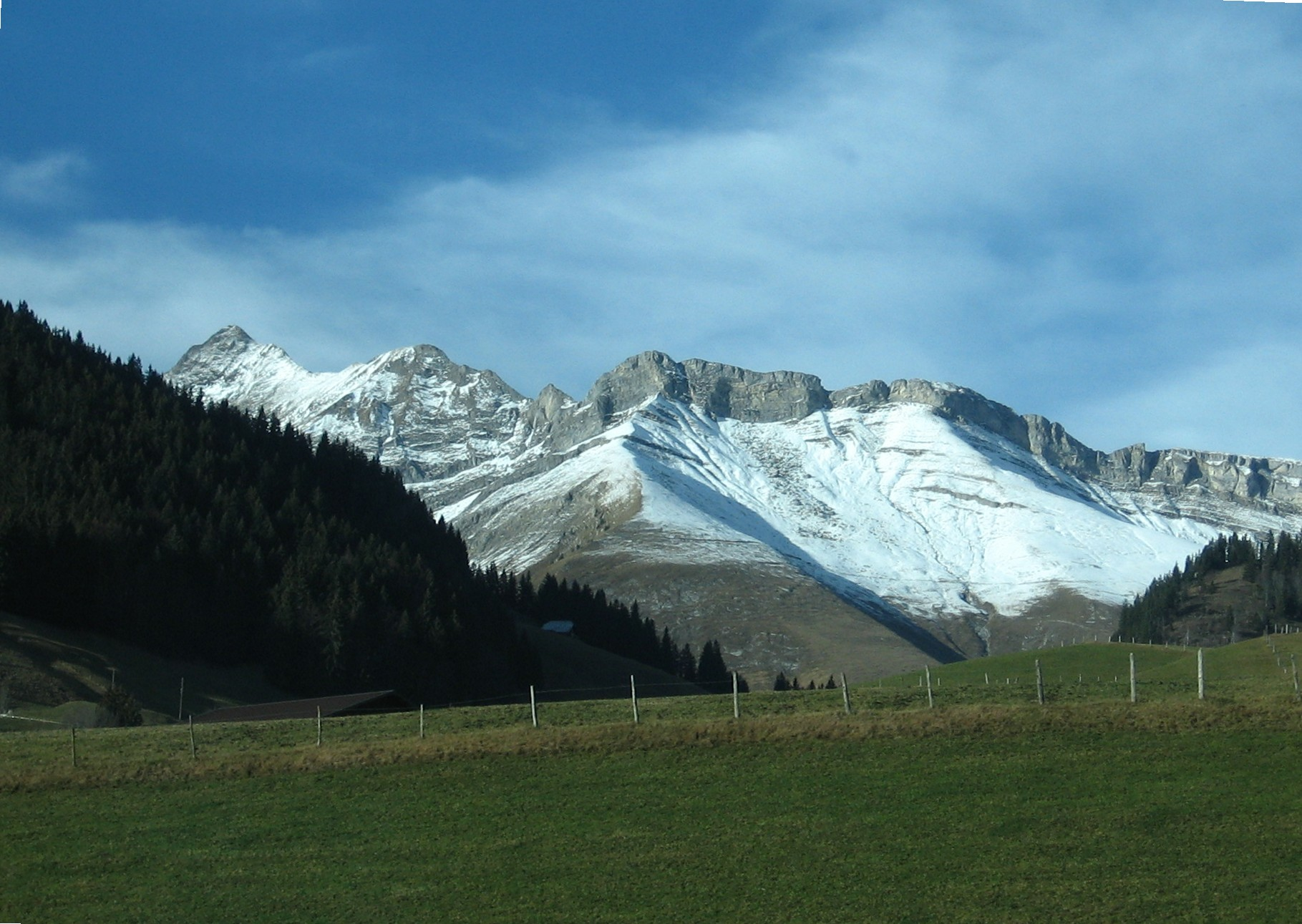
Vanil Noir

Der Parc naturel régional Gruyère Pays-d’Enhaut ist ein Park von nationaler Bedeutung in der Schweiz. Sein Territorium umfasst unberührte Natur und von der alpinen Wirtschaft geprägte Landschaften.

## Geographie
Der Park in der Westschweiz wurde 2012 ausgewiesen und erstreckt sich über die Waadtländer und Freiburger Voralpen. Sein Territorium zwischen Montreux, Bulle und Gstaad erstreckt sich über 630 Quadratkilometer mit 17 Gemeinden und umfasst die Regionen Jaunbachtal und Intyamon im Süden des Greyerzerlandes (Kanton Freiburg), das Pays-d’Enhaut sowie die Rochers de Naye und die Höhen der Waadtländer Riviera (Kanton Waadt). Die Gemeinden in vier Regionen sind:
- Tal des Jaunbachs: Val-de-Charmey, Châtel-sur-Montsalvens, Crésuz, Jaun und die Ortschaft Abländschen
- Intyamon: Greyerz, Bas-Intyamon, Grandvillard, Haut-Intyamon
- Pays-d’Enhaut:  Les Mosses, Château-d’Oex, Ormont-Dessous, Rossinière, Rougemont
- am Genfersee: die Höhenlagen der Gemeinden Corbeyrier, Montreux, Veytaux (einschließlich des Schlosses von Chillon) und Villeneuve.

Die Gemeinden Corbeyrier, Greyerz, Jaun sowie Saanen für Abländschen wurden erst 2020 in den Verein des Regionalen Naturparks aufgenommen. Im Park leben 16.000 Einwohner, was rund 25 Personen pro Quadratkilometer entspricht. Die Höhe über dem Meeresspiegel reicht von 374 bis 2548 m am Le Tarent. Im Park befinden sich drei Naturschutzgebiete von Pro Natura: La Pierreuse, Vanil Noir und Le Larzey.
Im Gebiet La Pierreuse-Gummfluh liegt der Bergsee Gour de Comborsin. Bei den Rochers de Naye befindet sich seit 1896 der Alpengarten Rambertia.
Einige Ortschaften im Parkgebiet sind im Inventar der schützenswerten Ortsbilder der Schweiz verzeichnet.